# Prix Bilibili
Groupe I
Le Prix Bilibili est une course hippique de trot monté se déroulant au mois de décembre sur l'hippodrome de Vincennes.
C'est une course internationale de Groupe 1 européenne réservée aux chevaux de 5 ans, hongres exclus, ayant gagné au moins 45 000 €. Elle se court sur la distance de 2 700 mètres (grande piste), départ volté. L'allocation s'élève à 200 000 €, dont 90 000 € au vainqueur. 
L'épreuve rend hommage à Bilibili, champion de la fin des années 2010 et du début des années 2020 au trot monté, qui remporta notamment deux Prix de Cornulier. Le Prix Bilibili, comme son équivalent pour les 4 ans le Prix Jag-de-Bellouet couru le même jour, est créé lors de la réorganisation du calendrier des courses au trot en France en 2022, permettant à la génération des 5 ans de compenser la perte de la possibilité de participation au Prix des Élites à la fin de l'été précédent. La course se positionne dans le calendrier comme préparative et qualificative — pour le premier — pour le Prix de Cornulier disputé un mois plus tard et est nommée à ce titre Cornulier Races Q2.

## Palmarès
| Année | Vainqueur        | Pays   | Père           | Driver                   | Entraîneur              | Deuxième        | Troisième          | Réd.km |
| ----- | ---------------- | ------ | -------------- | ------------------------ | ----------------------- | --------------- | ------------------ | ------ |
| 2024  | Jézabelle Bie    | France | Dijon          | Paul-Philippe Ploquin    | Michaël Izzo            | Joumba de Guez  | Jasmine de Vau     | 1'11"7 |
| 2023  | Ina du Rib       | France | Uhlan du Val   | Jean-Loïc-Claude Dersoir | Joël Hallais            | Idéale du Chêne | In Love du Choquel | 1'12"2 |
| 2022  | Hanna des Molles | France | Village Mystic | Alexandre Abrivard       | Laurent-Claude Abrivard | Happy and Lucky | Histoire d'Una     | 1'11"9 |